# Trattato di Riga (1920)

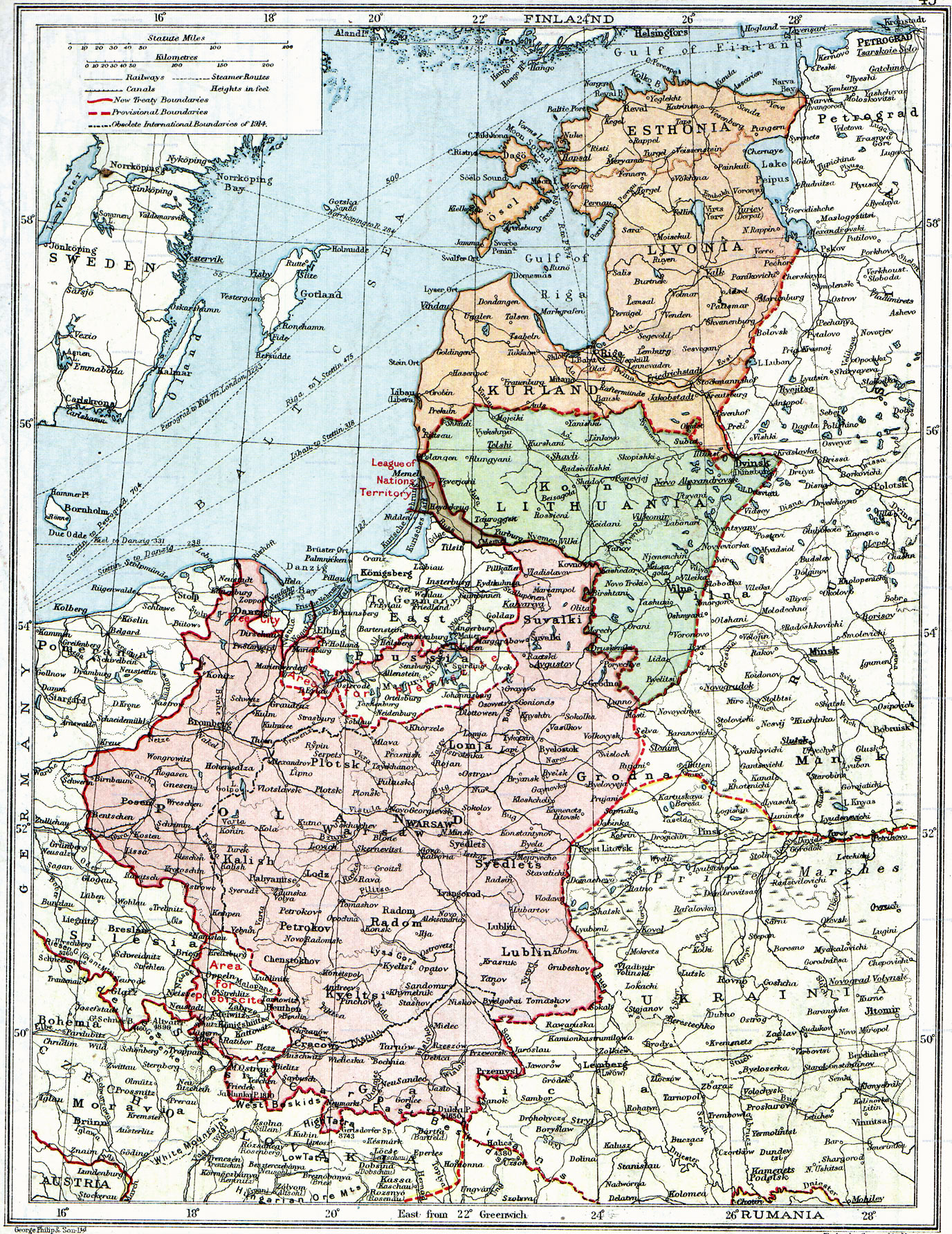
Cartina che mostra i confini tra Lettonia e URSS stabiliti dal trattato di Riga

Il trattato di Riga, anche conosciuto come  trattato di pace lettone-sovietico, è stato firmato l'11 agosto 1920 da rappresentanti della Repubblica di Lettonia e Russia sovietica. Questo trattato di pace pose ufficialmente termine alla guerra d'indipendenza lettone.
All'articolo II del trattato, l'Unione Sovietica riconosceva l'indipendenza della Lettonia come inviolabile "per tutti i tempi futuri". È stato rotto quando l'Unione Sovietica invase ed occupò la Lettonia nel 1940.
L'articolo venne firmato da Adol'f Abramovič Ioffe e Jakov Haniecky per la parte sovietica, da Jānis Vesmanis, Pēteris Berģis, Ansis Buševics, Eduards Kalniņš e Kārlis Pauļuks per la parte lettone.